# The Somatic Defilement
 (octobre 2011).
Si vous disposez d'ouvrages ou d'articles de référence ou si vous connaissez des sites web de qualité traitant du thème abordé ici, merci de compléter l'article en donnant les références utiles à sa vérifiabilité et en les liant à la section « Notes et références ».
Albums de Whitechapel
This is Exile
(2008)
The Somatic Defilement est le premier album studio du groupe de Deathcore américain Whitechapel. Cet album est sorti le 31 juillet 2007 sous le label indépendant Britannique Candlelight Records.

## Musiciens
- Phil Bozeman - chant
- Alex Wade - guitare
- Ben Savage - guitare
- Brandon Cagle - guitare
- Gabe Crisp - basse
- Kevin Lane - batterie

## Liste des titres
1. Necrotizing - 0:35
2. The Somatic Defilement - 5:19
3. Devirgination Studies - 3:12
4. Prostatic Fluid Asphyxiation - 3:33
5. Fairy Fay - 3:33
6. Ear to Ear - 3:30
7. Alone in the Morgue - 2:53
8. Festering Fiesta - 2:29
9. Vicer Exciser - 2:52
10. Articulo Mortis - 4:03